# 蒙特利尔历史中心
蒙特利尔历史中心（法語：Centre d'histoire de Montréal） 是加拿大魁北克省蒙特利尔的一个博物馆，主题是蒙特利尔的历史。它位于圣玛丽城区蒙特利尔旧城的德尤维尔广场335号。

## 历史
中心设于德尤维尔广场原中区消防局，建于1903至1904年。其建筑师约瑟夫·贝洛和西蒙·勒萨热受到几种建筑风格的启发，使其具有佛兰芒风格，在当时的蒙特利尔颇为独特。其立面采用浅黄色砂岩、红砖 ，设计了带天窗的折线形屋顶，坡屋顶的方形塔。它于1904年作为蒙特利尔的中区消防局开放，有马匹和蒸汽泵。1908年，消防局改为社区消防站，1931年，马匹由机动车代替。1972年消防站关闭。
1970年代，蒙特利尔市与魁北克省文化部签署有关该历史街区改造文化发展的协议。包括几个组成部分：考古发掘，以及附近的工业区废弃后西区的复兴。为确保大厦内的博物馆功能，协议还导致在1983年成立了蒙特利尔历史中心。博物馆最初由蒙特利尔考古和钱币学会管理，1987年成为蒙特利尔市文化中心网络的一部分。

## 收藏

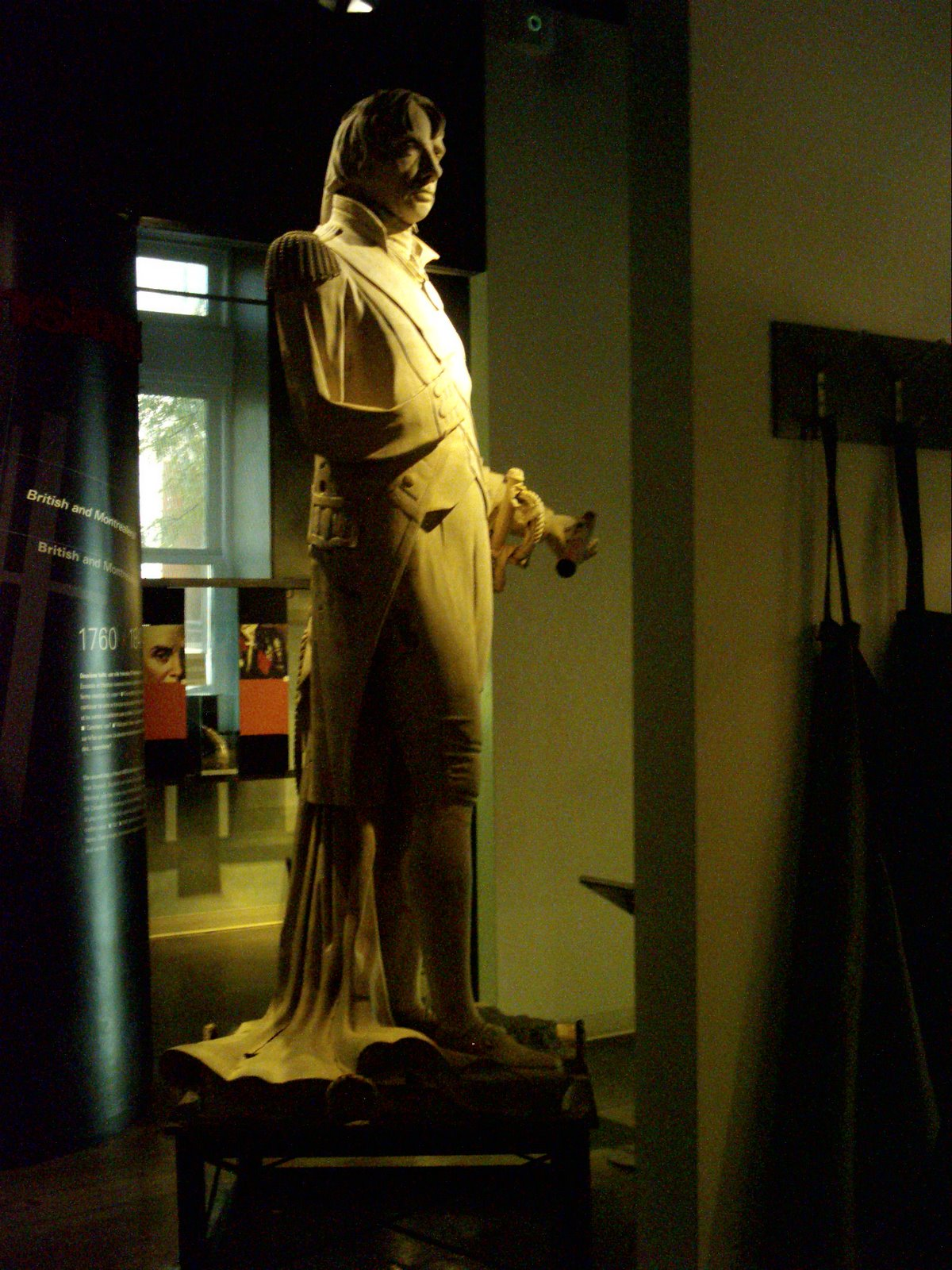
海军中将第一代纳尔逊子爵霍雷肖·纳尔逊雕塑原作，原在雅克·卡蒂亚广场的纳尔逊纪念柱顶部

在底楼，永久性展览“蒙特利尔在五个时期”（"Montreal en cinq temps"）讲述创造历史的事件、地点和人物。它包括老地图的复制品，许多照片和各种独特的物品。此外，参观者还有机会观看电影剪辑，听到歌曲和故事。
上面两层楼专门用于临时展览。
蒙特利尔历史中心的藏品由4,000多件文物组成，主要是二十世纪。来自1967年世界博览会以及蒙特利尔建城350周年的物品。这些藏品可在Artefacts Canada网站上找到。